# Seishun Bus Guide / Rival
Pour les articles homonymes, voir Rival.
Singles de Berryz Kōbō
Dakishimete Dakishimete
(2009) Watashi no Mirai no Danna-sama
(2009)
Seishun Bus Guide / Rival (青春バスガイド/ライバル) est le 20e single du groupe Berryz Kōbō.

## Présentation
Le single, écrit, composé et produit par Tsunku, sort le 3 juin 2009 au Japon sur le label Piccolo Town. Il atteint la 4e place du classement des ventes hebdomadaire de l'Oricon. C'est le premier single "Double-Face A" du groupe, contenant deux chansons principales et leurs versions instrumentales. Il sort également dans deux éditions limitées avec des pochettes différentes, notées "A" et "B" avec chacune un DVD différent en supplément, ainsi qu'au format "single V" (vidéo DVD), un pour chaque titre : Rival deux semaines après, puis Seishun Bus Guide la semaine suivante.
Les deux chansons figureront sur le sixième album du groupe, 6th Otakebi Album de 2010. Seishun Bus Guide sert de thème de fin à la série anime Inazuma Eleven ; elle figurera aussi sur la compilation de fin d'année du Hello! Project, Petit Best 10. Rival figurera aussi sur la compilation Berryz Kōbō Special Best Vol.2 de 2014.

## Formation
Membres créditées sur le single :
- Saki Shimizu
- Momoko Tsugunaga
- Chinami Tokunaga
- Māsa Sudō
- Miyabi Natsuyaki
- Yurina Kumai
- Risako Sugaya

## Liste des titres
Single CD
1. Seishun Bus Guide (青春バスガイド?)
2. Rival (ライバル?)
3. Seishun Bus Guide (Instrumental) (青春バスガイド...?)
4. Rival (Instrumental) (ライバル...?)

DVD de l'édition limitée "A"
1. Seishun Bus Guide (Close-up Ver.) (青春バスガイド...?)

DVD de l'édition limitée "B"
1. Rival (Dance Shot Ver.) (ライバル...?)

Single V de Rival
1. Rival (ライバル?)
2. Rival (Close-up Ver.) (ライバル...?)
3. Making Eizô (メイキング映像?) (Making-of)

Single V de Seishun Bus Guide
1. Seishun Bus Guide (青春バスガイド?)
2. Seishun Bus Guide (Dance Shot Ver.) (青春バスガイド...?)
3. Making Eizô (メイキング映像?) (Making-of)